# Саусалито (стадион)
«Саусалито» (исп. Estadio Sausalito) — многофункциональный стадион в городе Винья-дель-Мар (Чили). В настоящее время используется преимущественно для футбольных матчей. «Саусалито», вмещающий 18 037 зрителей, служит домашним стадионом для местного клуба «Эвертон»
Стадион был построен в 1929 году. Современное название, как и близлежащее водохранилище (исп.), получили в 1960 году с подписанием соглашения о братстве с американским городом Саусалито.
На стадионе были проведены 8 матчей чемпионата мира по футболу 1962 года, включая и встречу 1/2 финала между сборными Чехословакии и Югославии. Кроме того, на Саусалито были сыграны 8 игр группового турнира Кубка Америки 1991 года.